# Haziq Kamaruddin
Haziq Kamaruddin, född 4 juli 1993, död 14 maj 2021, var en malaysisk bågskytt. Han deltog vid olympiska sommarspelen 2012 och olympiska sommarspelen 2016.